# Бангре, Мамади
Мамади́ Але́кс Бангре́ (фр. Mamady Alex Bangré; род. 29 июня 2001 или 15 июня 2001, Тулуза) — буркинийский футболист, вингер клуба «Гренобль» и сборной Буркина-Фасо. Выступает на правах аренды за клуб «По».

## Клубная карьера
Бангре — воспитанник клуба «Тулуза». В 2018 году игрок начал выступать за дублирующий состав. 7 апреля 2021 года в поединке Кубка Франции против «Сомюра» Мамади дебютировал за основной состав. 17 апреля в матче против «Шатору» он дебютировал в Лиге 2. 15 марта 2022 года в поединке против «Амьена» Мамади забил свой первый гол за «Тулузу». По итогам сезона он помог клубу выйти в элиту.
Летом 2022 года Бангре на правах аренды перешёл в «Кевийи Руан». 30 июля в матче против «Родеза» он дебютировал за новый клуб. 30 декабря в поединке против «Генгама» Мамади забил свой первый гол за «Кевийи Руан».
Летом 2023 года Бангре вернулся в «Тулузу». в матче против «Пари Сен-Жермен» он дебютировал в Лиге 1. В начале 2024 года игрок был арендован «Труа». 3 февраля в матче против «Бордо» он дебютировал за новый клуб.

## Международная карьера
24 марта 2022 года в товарищеском матче против сборной Косово он дебютировал за сборную Буркина-Фасо.
В 2024 году Бангре принял участие в Кубке Африки 2023 в Кот-д’Ивуаре. На турнире он сыграл в матче против сборной Мавритании.